# Оккупация Пскова (1941—1944)

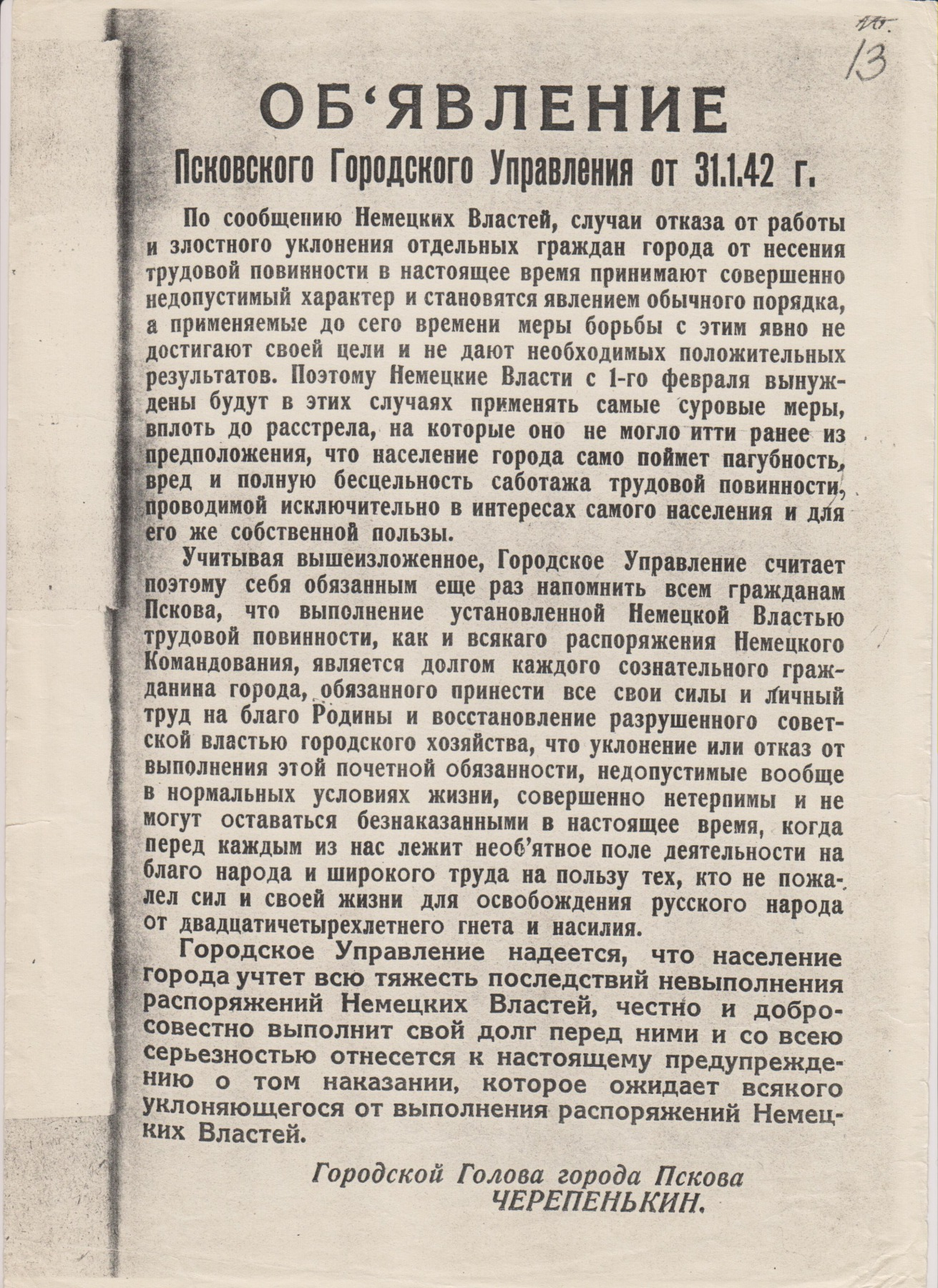
Объявление городского главы Пскова В. М. Черепенькина об установлении единовременного налога на восстановительные работы. Декабрь 1941 года.

Оккупация Пскова (9 июля 1941 года — 22 июля 1944 года) — оккупация войсками нацистской Германии города Пскова, ныне расположенного на северо-западе России в Псковской области.
22 июня 1941 года псковичи, как и весь Советский Союз, были потрясены сообщением о начале войны с Германией. Но в первые дни люди не получали достоверной информации и думали, что враг будет остановлен и разбит у западной границы. Однако в первые же дни в Псков прибыли беженцы из Белоруссии и Прибалтики, тогда стало ясно реальное положение дел на фронте в начале войны. Город был захвачен в 18-й день войны.

## Ход оккупации
В планах немецкого командования городу отводилась важная роль. В 1941 году он стал «ключом к парадным дверям Ленинграда» для немецкой группы армий «Север», рвавшейся к берегам Невы. Когда группировка в составе 16-й, 18-й армий и 4-й танковой группы достигла пределов Ленинграда, то Псков и близлежащие районы стали для неё опорным тыловым районом, её административным, хозяйственным и военным центром. Оккупированная территория СССР была поделена на зоны административно-хозяйственного управления. Псков был отнесен к Северной России (граница территории проходила по линии Псков — Дно — Старая Русса).
В связи с этим в городе разместились: командование и хозяйственная инспекция группы армий «Север», командование 18-й армии, штаб оперативной команды 1-а (служба безопасности СД), военно-строительная организация Тодта (её команды разместились на территории Довмонтова города); немецкие госпитали, разведшколы (в городе и окрестностях).
С мая 1943 года появились подразделения власовцев, эстонские комендатура и полиция, латышские добровольцы, испанские легионеры из «Голубой дивизии», штаб железнодорожных войск. Временами в городе было расквартировано до 70 тысяч солдат. Постоянный гарнизон имел численность около 20 тысяч.

Иоганн Хайнрих Вике, немецкий священник, в письмах к жене делился впечатлениями о походе на Восток. Несколько выдержек из этих писем:
10 июня 1941 года: «Вот теперь начинается… Итак, начнем с радостной верой борьбу, которую придется вести с потом и кровью (нашими кровью и потом), но и с духами тьмы».
16 июня 1941 года: «Вот мы и едем. Судя по направлению, поездка принесет прекрасные впечатления. Я вчера разговаривал с двумя дамами, которые рассказали мне о родственниках, которые ждут нас, и внушенного нами освобождения как «мессии». Когда слышишь подобное, то вновь хочется войны, которую возложили на нас». 
12 июля 1941 года: «Город, у которого мы теперь располагаемся (Псков) ужасно разорен, а именно преимущественно бомбами и пожарами. Он был взят как раз в тот день, когда мы прибыли к вечеру. Солдаты осматривали улицы и дома с карабинами и приставленными штыками. 
Ещё горели большие магазины, а чудесные старые православные церкви с их тонко обработанными известковыми стенами и зелеными медными куполами стояли частью неповрежденными, частью же ужасно разрушенными среди развалин, смотрелись чуждо в гуле машин и беготне любопытных и взволнованных людей.
Прекрасная высокая церковь, несущая 5 куполов как корону, возвышается над городом, видная издалека… Мы опять здесь красиво живем. Я весь день просидел в большой прямоугольной палатке, которую мы построили из 8 новеньких русских палаточных полотен. Боковины мы высоко подняли, так что слабый ветерок охлаждал вспотевшие тела. На школьной парте (реквизированной) тыльной стороной вверх лежала наклеенная на белое полотно настенная карта из ближайшей школы, и когда она запачкается, наступит очередь другой. В городе Пскове вчера оставшиеся бедные люди копошились, как в муравейнике. Они тащили из разрушенных магазинов и из частных квартир наобум все, что можно было схватить: продукты в огромных пакетах, развешанные в сетках, рейки в мешках за спиной, инструменты и всевозможные устройства…Ужасный запах от горящей шерсти и живых существ заражал целые кварталы города. И среди всей этой суматохи, порчи, борьбы за жизнь, добычу и собственность, гармоничные белые церкви в их непорочном спокойствии и мире. Хорошо, что люди здесь, несмотря на пуговицы с советскими звездами на рубашках и кителях, имеют в своих городах и деревнях церкви. И крестьянин, рядом с домом которого мы расположились, и который сегодня тотчас появился при первых звуках Интернационала из нашего граммофона и благоговейно слушал Интернационал вместе со словами Сталина а при 36-м повторении пластинки ещё раз вышел из дома и присоединился к нам, захваченным услышанным, – мы проиграли 36 пластинок с речью Сталина! – у него пуговицы с советскими звездами на зелёной рубашке, при этом у него в комнате есть красный угол с 3 иконками!

## Во время оккупации
Ещё до войны в Германии была разработана программа экономического ограбления СССР. В «Зеленой папке» Геринга определялась основная задача: «возможно более полного обеспечения германских войск за счет оккупационных областей». Для выполнения этой задачи немецкое командование нуждалось в хорошо организованной системе управления. В Псковской земле, в связи с близостью к линии фронта под Ленинградом, функционировали две структуры власти: военная и гражданская. Военная администрация в лице командования вермахта должна была внушить населению «тот страх, который способен отбить у населения всякую охоту к сопротивлению». Уже в августе по всей оккупированной территории распространялись приказы, в которых местному населению предписывалось отныне жить по немецким законам, за их невыполнение виновные должны были представать перед специальными судами, которые определяли наказание: каторжная тюрьма или расстрел. Гражданская власть была представлена управами во главе с головами в городах, старшинами и старостами на селе.
Определённую роль в первые месяцы оккупации сыграла немецкая пропаганда, которой занимались специальные отделы при управах. Мощное идеологическое давление осуществлялось через печать. Было организовано издание газет и листовок, в которых рассказывалось о победном шествии немецких войск. Население сгонялось для просмотра кинохроник, в городах велось радиовещание на русском языке.
Немцы сразу установили для оставшихся в городе жителей обязательную регистрацию. Необходимо было до 1 декабря получить аусвайс или сделать отметку в советском паспорте о постановке на учёт. Учёт был нужен для того, чтобы всё взрослое население привлечь к трудовой повинности.
Зарплата рабочего высокой квалификации в городе составляла от 300 до 500 руб.
Цены на основные продукты и товары были следующими: порция щей в столовой — 20 руб., коробок спичек — 50 руб., десяток яиц — 100 руб., 100 г соли — 130 руб., пуд муки — от 1000 до 1500 руб., пуд картофеля — от 500 до 700 руб., 1 литр молока — 30−40 руб., пара мужских сапог — 10 000 руб., туфли женские — от 1500 до 2000 руб., кусок мыла — 150 руб.
Кроме того, нужно ещё было платить налоги. С податного населения (от 18 до 60 лет, вне зависимости от пола) взималась подушная подать в размере 10 рублей в месяц. Отдельные налоги взимались за коммерческую деятельность, за содержание собаки, за ношение бороды и др.
Сельское население, помимо денежного, облагалось ещё и натуральным налогом. Каждое хозяйство должно было поставлять определённое количество яиц, мяса, молока, картофеля, овощей, сена. За отказ или неуплату, недоплату виновник сажался в тюрьму, а недоимку возмещали односельчане.
В Пскове работали несколько предприятий, в основном, на нужды вермахта, самое большое — меховая фабрика (бывший кожевенный завод «Пролетарий») по пошиву и ремонту военной формы. На всех производствах, а также общественных работах использовались телесные наказания, в том числе массовые публичные порки рабочих «за плохую работу», «за брак», «за вредительство» — удары плетьми.
Любое неисполнение распоряжений властей, уклонение от трудовой повинности рассматривалось как саботаж и строго наказывалось — от штрафа до тюрьмы и расстрела. За отказ от работы полагался штраф от 500 до 800 рублей, принудительные работы, отправка в лагерь. В городе была введена карточная система на получение продовольствия: работающие получали 300 грамм хлеба в день (в блокадном Ленинграде — 250 г), неработающие — 175 г.

## Полиция
Кроме отдела 1-Ц Абвера, с августа 1941 года в Пскове обосновался филиал немецкого контрразведывательного органа — полиция безопасности СД «Северной России». Это учреждение, условно именуемое командой № 3, размещалось на улице Ленина.
Полиция безопасности СД занималась внедрением агентуры в партизанские отряды и засылкой провокаторов в подпольные антифашистские организации. Эту работу осуществлял отдел «Референт-Н». Вербовкой агентов и провокаторов занимались и начальник полиции безопасности СД города Пскова Энгельмайер, и начальник команды № 2 (эта команда располагалась в посёлке Кресты) гауптшарфюрер Каписто.
Главное внимание аппарата гражданской администрации было направлено на формирование полиции. Полицейско-жандармский центр разместился на улице Ленина в доме № 8. Полицейские носили белые повязки на левом рукаве; они были вооружены пистолетами, винтовками, дубинками. В обязанности полиции входило «поддержание порядка» в городе, проведение облав и обысков по заданию комендатуры, проверка документов, задержание подозрительных лиц, устройство ночных засад и т. п.

## Рынок
В первые дни оккупации базар на Торговой площади в Пскове не работал. Только в первой половине августа 1941 года базару было разрешено собираться. На базаре часто устраивали облавы для поиска и поимки партизан. Иногда во время облав отбирали молодежь, чтобы отправить на работы в Германию. Властям приходилось прибегать к облавам, так как желающих ехать в Германию добровольно было немного (хотя объявления печатались в газетах регулярно с начала 1942 года).
В городе действовал рынок, который располагался между Троицким и Ольгинским мостом. В будни рынок работал с 8 до 14 часов. К 15 часам все приспособления для торговли должны были быть убраны. О начале и конце торговли извещал свисток.
Разрешалось продавать продукты, материалы и вещи, полученные от сельскохозяйственного производства, рыболовного и охотничьего промыслов, сбора дикорастущих плодов, а также кустарные изделия. Представители городского здравоохранения и полиции имели право брать пробы продуктов.
Запрещалось продавать мясо, муку, хлеб, сметану, дрова, лес, галантерею, мануфактуру, железо, табак, спички, вино, водку, спирт, чай, кофе, сахар, соль, сахарин, горюче-смазочные материалы, меха. Эти товары должны были быть проданы хозяйственному управлению на улице Фребель, 10, то есть в фонд немецкой армии.
Псковская газета периода оккупации «За Родину» называла базар «главным нервом жизни Пскова»: «Три длинных ряда двойных прилавков, подведённых под крышу… Большинство продуктов, как ягоды, мука, сахар, разная крупа, мак, мёд продаются только стаканами. Картофель продается „мерой“, а зимой и весной горшками, по 20-25 картофелин».

## Досуг
Все три года оккупации Псков являлся центром тылового района группы армий «Север».
Предпринимались попытки организации досуга горожан. Иногда молодежь устраивала танцы. Рядом с Петровской башней была устроена волейбольная площадка .
27 июля 1943 года состоялся футбольный матч между командами псковских любителей и немецких военнослужащих.
Иногда по воскресеньям проводились шахматные турниры.
Есть достаточно документов, свидетельствующих, как оккупанты обращались с произведениями искусства. Сначала они все их тщательно учли и зарегистрировали. Какое-то время даже считали, что произведения искусства должны остаться в Пскове, так как Гитлер решил сделать эту область особой провинцией Великой Германии. В такой провинции не должно было быть недостатка в культурных ценностях. Когда стало ясно, что Германия может проиграть войну, немцы провели крупную операцию, в рамках которой многочисленные коллекции, произведения искусства и культурные ценности были вывезены сначала в Прибалтику, а затем в Германию.
Музей в Поганкиных палатах был открыт, но русских пускали только в первые дни оккупации. Потом его посетителями стали только немецкие военнослужащие.
Во время оккупации в подвале церкви Василия на Горке содержались военнопленные. При оставлении Пскова немцами церковь была заминирована — во входных дверях заложены мины-сюрпризы.

## Культурная жизнь
1 мая 1942 года в Пскове в торжественной обстановке состоялось открытие городского драматического театра имени А. С. Пушкина, только теперь он стал называться Солдатским театром. Его первые театральные афиши на русском и немецком языках.

«Артист Мариинского оперного театра Николай Константинович Печковский на днях дал в Пскове три концерта. Псковичи с нетерпением ждали знаменитого русского артиста и чрезвычайно были рады дорогому гостю, порадовавшему население своими прекрасными песнями. Печковский не пожелал следовать с красной ордой, вожди которой несомненно желали иметь при себе такого крупного деятеля искусства. „Я рад служить своему народу и его освободителям — германским воинам“, — говорит Николай Константинович»».— «Речь» от 16.09.1942 года
Немецкое командование опасалось контактов военнослужащих с местным населением. Первоначально местным жителям было разрешено пользоваться солдатским театром, но, опасаясь эпидемий, это разрешение отменили. Для местного населения был построен театр на 50 мест.

## Партизанское движение

### Псковское подполье
Одной из первых конспиративных квартир, созданных в городе, стала квартира на улице Гоголя, в доме 11. Хозяйкой её была Александра Мироновна Яковлева. Вскоре она сама создала небольшую подпольную группу. В неё А. М. Яковлева вовлекла свою родственницу Клавдию Иванову-Козик, работавшую на заводе «Металлист», и её подругу, сотрудницу паспортного отдела биржи труда Ольгу Морозову. С помощью Ольги Морозовой удалось установить связь с подпольной группой в военном госпитале. Создала эту группу и руководила ею врач А. И. Рубцова, которая и сама усиленно искала связь с подпольщиками.
Другая явочная квартира находилась в Пскове на Школьной улице, в доме 33. Здесь жила семья плотника Я. И. Иванова. Активными помощниками подпольщиков стали Анна Ивановна Иванова и её семнадцатилетняя дочь Александра.
Анна Ивановна работала на кухне ресторана офицерской гостиницы. Немцы превратили ресторан в офицерское казино, где по вечерам собирались офицеры псковского гарнизона и руководители оккупационной администрации. Сюда часто съезжались военные коменданты районов, зондерфюреры. Бывал здесь изредка и шеф окружной комендатуры генерал Гофман.
Анна Ивановна умела наблюдать и слушать. Благодаря ей подпольный райком регулярно получал информацию о прибывающих и уезжающих из гостиницы офицерах, о местах дислокации воинских частей в городе, приблизительной их численности.

### Подполье на железнодорожном узле
На станции Псков активно действовала созданная командованием 1-й Ленинградской партизанской бригады подпольная организация железнодорожников. Возглавлял её И. С. Иванов. Через связных он держал тесную связь с командованием партизанского соединения. Командование бригады через начальника особого отдела соединения Г. И. Пяткина снабжало подпольщиков взрывчаткой и минами, давало им задания на разведку, на совершение диверсий.
Подпольщики имели четыре конспиративно-явочные квартиры, две из которых находились за пределами города. О существовании каждой из них знал ограниченный круг лиц. Хозяином конспиративной квартиры на Железнодорожной улице (в доме 21) был составитель поездов Михаил Гусев, с которым связь держала партизанская разведчица Евдокия Афанасьева.
Подпольщики знали почти все, что делается на Псковском железнодорожном узле. Ценные сведения, поступавшие от псковских железнодорожников, позволяли партизанам планировать и успешно осуществлять диверсионные акты.

## Освобождение Пскова
11 июля войска 3-го Прибалтийского фронта начали проводить разведку боем, разрушать укрепления противника артиллерийским огнём и проводить локальные операции. Так, 11-16 июля части 54-й армии вышли к реке Великой на участке Печехново — Семендяхи и захватили ещё один плацдарм на западном берегу реки.
Утром 18  июля началась основная фаза наступления фронта. После мощной артподготовки и мощных ударов авиации в наступление перешли части 1-й ударной и 54-й армий со Стрежневского плацдарма. Огневая система противника была надежно подавлена, и стрелковые части сумели достаточно быстро прорвать оборону противника, который оборонялся в этом районе силами 32-й, 83-й, и 218-й пехотных дивизий и нескольких охранных полков. Вскоре стало очевидно, что эти немецкие части составляли арьергард, прикрывавший отход основных сил на запад. В сложившихся условиях командование фронтом приняло решение незамедлительно бросить в бой заранее созданные «группы преследования». В 1-й ударной армии «группу преследования» составили полк 85-й стрелковой дивизии и 16-я танковая бригада, а в 54-й армии — части 288-й стрелковой дивизии и 122-я танковая бригада
Преследуя отступающего противника, за два дня части 1-й ударной и 54-й армий продвинулись вперед на 40 км, расширив фронт прорыва до 70 км. Было освобождено более 700 населенных пунктов. К вечеру 18 июля части 1-й ударной армии вышли с юго-запада к городу Острову, но взять его с ходу не смогли. Части противника продолжали упорно оборонять город.
21 июля, как и было намечено, к наступлению присоединились войска 67-й армии, которые при содействии частей 1-й ударной армии 21 июля освободили город Остров. В бою за Остров наиболее отличились: 44-я стрелковая дивизия, «танковая группа майора П. С. Цыганкова» с танками 51-го отдельного танкового полка, 23-я инженерно-сапёрная бригада 67-й армии, 146-я стрелковая дивизия, 23-я гвардейская стрелковая дивизия, 258-й отдельный танковый полк, 332-й гвардейский тяжёлый самоходный артиллерийский полк 1-й ударной армии.
22 июля перешли в наступление войска 42-й армии. Ударом левого фланга на Попов Крест части армии обошли Псков с юга, форсировали реку Великую и 23 июля силами 128-й, 376-й стрелковых дивизий и 14-го укрепрайона совместно с 291-й стрелковой дивизией 67-й армии освободили Псков.
Приказами Верховного главнокомандующего войскам, участвовавшим в освобождении городов Остров и Псков, была объявлена благодарность, а в Москве 21 и 23 июля были даны салюты в честь этого события.

## В массовой культуре
Газета «Правда» 24 июля 1944 года писала: «Мы идем вместе с бойцами по улицам освобожденного Пскова… Улицы, стёртые с лица земли, груды развалин, пепелища и лишь изредка уцелевшие дома, густо начиненные минами. Некоторые кварталы на первый взгляд кажутся уцелевшими. На деле же это только стены: внутри все взорвано. В руины превращены вокзал, гостиница, большинство жилых домов, театр, церкви, кирха, разграблены и уничтожены предприятия».